# Friedrich Vieweg

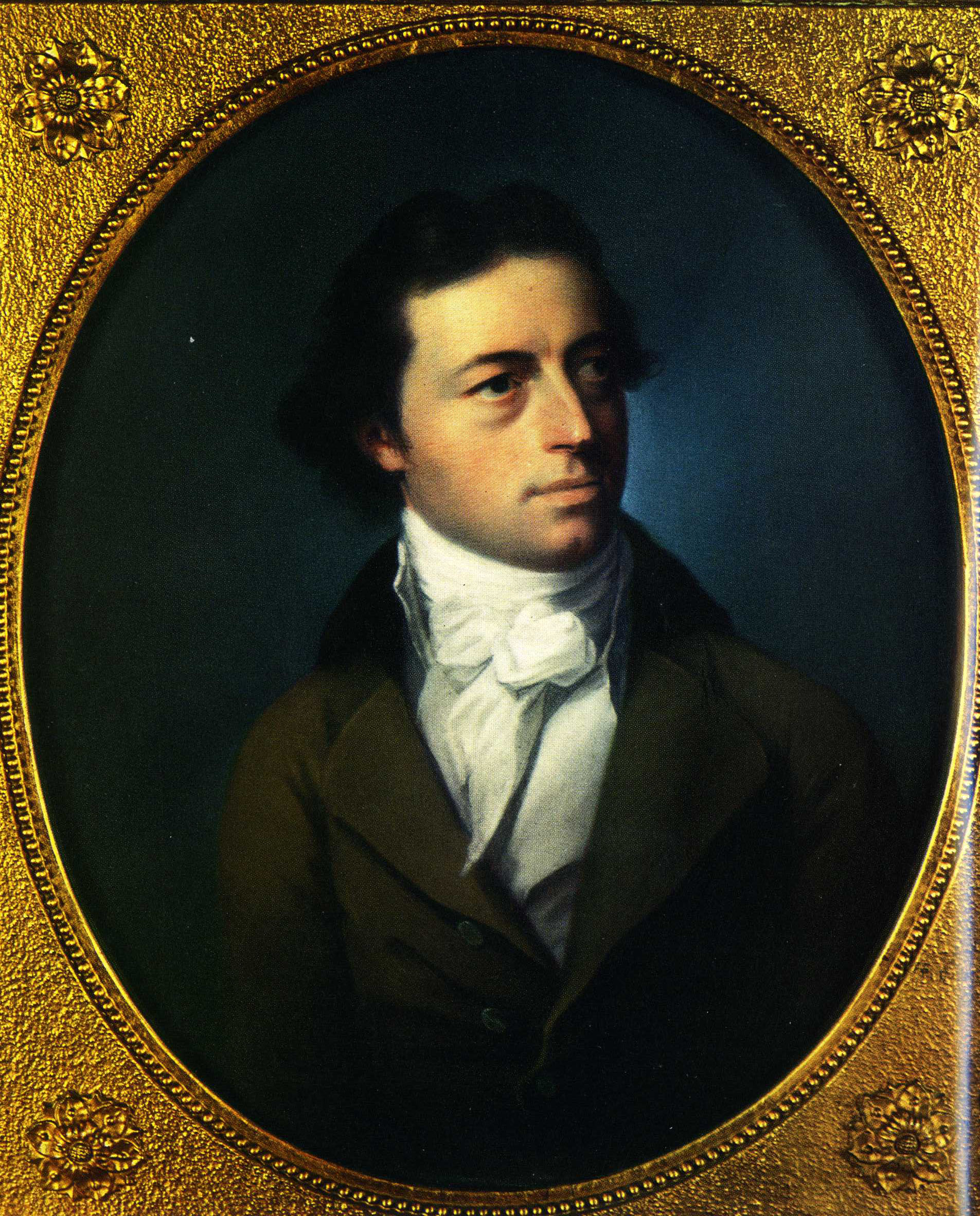
Friedrich Vieweg

Johann Friedrich Vieweg (* 11. März 1761 in Halle (Saale); † 25. Dezember 1835 in Braunschweig) war ein deutscher Verleger und Gründer des Vieweg Verlags.

## Jugend und Lehrzeit
Friedrich Vieweg wurde als Sohn des Schneidermeisters Johann Valentin Vieweg († 1785), der später eine Stärkefabrik besaß, und seiner Frau Johanne Sophie, geb. Bechbach († 1785), in Halle an der Saale geboren. Der Vater kam aus armen Verhältnissen und war im Waisenhaus in Halle aufgewachsen. Friedrich Viewegs älterer Bruder Johann Gottfried Vieweg wurde Pfarrer in Sargstedt und auch sein jüngerer Bruder wurde Pfarrer. Vieweg besuchte in Halle die lateinische Schule der Waisenhausstiftung und dann das Gymnasium. Entgegen dem Wunsch seiner Eltern fühlte er keine Neigung, Theologie zu studieren.

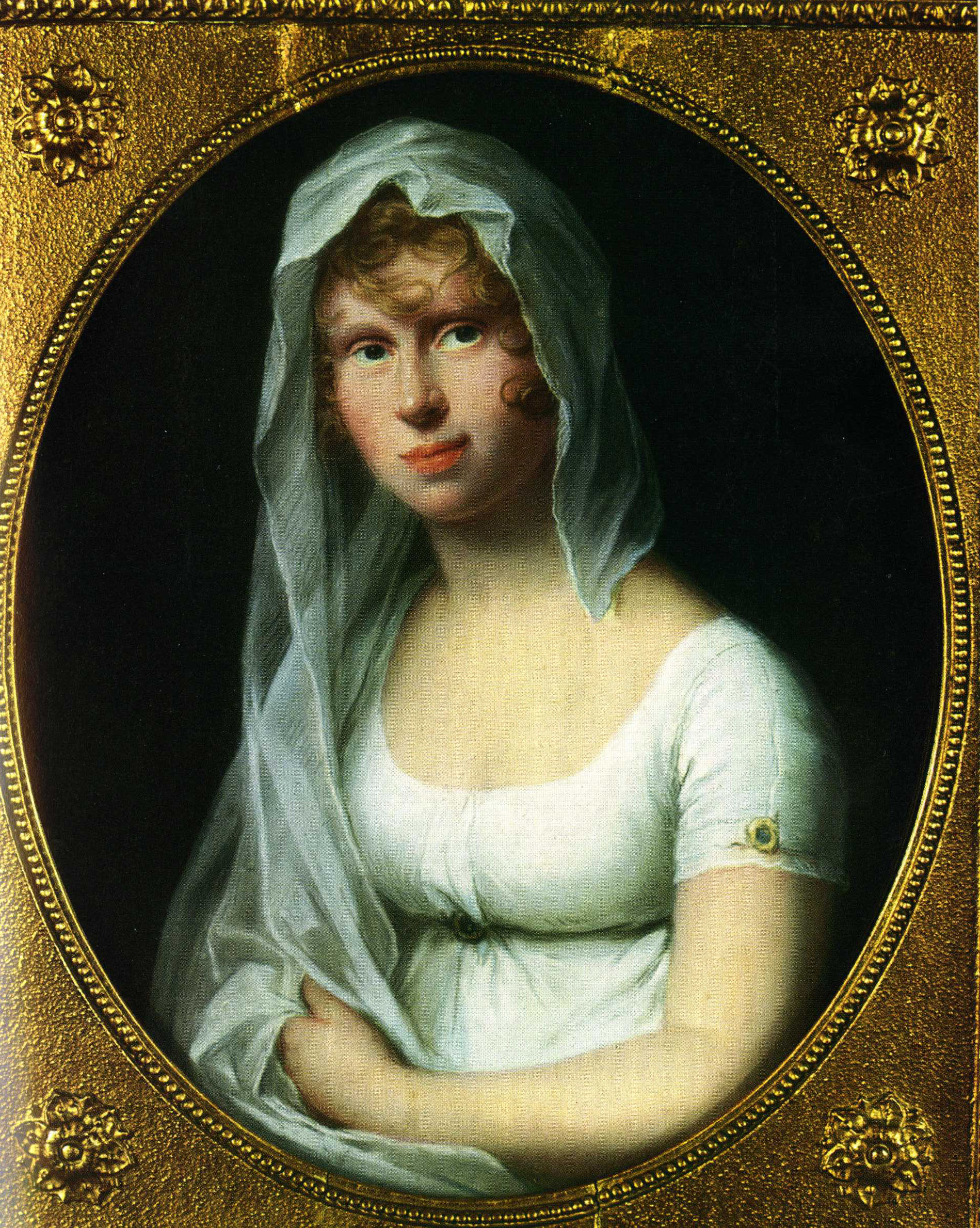
Charlotte Vieweg, geborene Campe

Nachdem er eine Handelslehre in Magdeburg abgebrochen hatte, veranlasste die Bekanntschaft mit Friedrich Nicolai ihn zu einer Buchhandelslehre in der Halleschen Waisenhausbuchhandlung. Im Anschluss trat er als Gehilfe in die Buchhandlung Bohn in Hamburg ein, wo er unter anderen den Philanthropen, Pädagogen und Schriftsteller (später Verleger) Joachim Heinrich Campe und dessen Tochter Charlotte, seine spätere Ehefrau, kennenlernte.

## Verlagsgründung in Berlin
Friedrich Vieweg vertrat 1784 in Berlin den Buchhändler Mylius krankheitshalber und wickelte nach dessen Tod dessen Buchhandlung ab. Danach gründete er hier 1786 ein eigenes Verlagsgeschäft, das sich sehr günstig entwickelte. Sein bekanntestes Verlagswerk war Goethes lyrisches Epos Hermann und Dorothea. Auch Campes Robinson der Jüngere erschien bald in Viewegs Verlag und war noch 100 Jahre später ein gängiger Artikel. Ein früher Erfolg war auch die Lebensbeschreibung von Friedrich von der Trenck. Er verlegte auch gleich am Anfang Schriften des freigeistigen Theologen Carl Friedrich Bahrdt und pädagogisch-theologische Schriften seines Bruders Johann Gottfried.
Es gab in den 1780er und 1790er Jahren in Berlin auch einen Verleger Wilhelm Vieweg (oder Friedrich Wilhelm Vieweg, geboren 1765, Buch- und Papierhändler), genannt der Jüngere, während Friedrich Vieweg ab 1787 den Zusatz der Ältere führte, um sich von ihm zu unterscheiden. Es ist unbekannt, ob sie verwandt waren, sie waren aber mit Sicherheit keine Brüder und die Verlage hatten nichts miteinander zu tun.

## Tätigkeit in Braunschweig

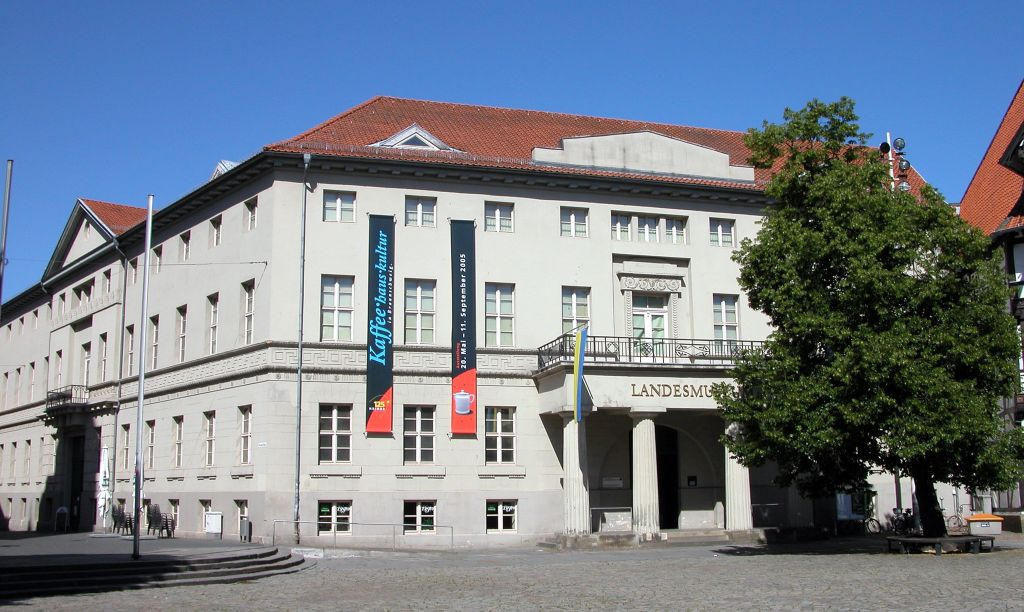
Das restaurierte Vieweg-Haus beherbergt heute das Braunschweigische Landesmuseum

Am 17. Oktober 1795 heiratete Vieweg Campes einzige Tochter Charlotte (die „Lotte“ im Robinson). Campe wohnte inzwischen in Braunschweig, das Herzog Karl Wilhelm Ferdinand durch die Gründung einer Buchhändlermesse und -börse zum Mittelpunkt des deutschen Buchhandels machen wollte. Da Vieweg dazu einige Vorschläge beitrug, siedelte er auf Wunsch des Herzogs im Frühjahr 1799 ganz nach Braunschweig über. Der Herzog unterstützte ihn darin unter anderem, indem er ihm das Grundstück des baufälligen Theaters für das heutige Vieweghaus am Burgplatz schenkte.
Vieweg kaufte zudem Campes Schulbuchhandlung, die dieser 1786 durch Ankauf der Waisenhausbuchhandlung begründet hatte, und um Pfingsten 1799 die Druckerei von Ernst Wilhelm Gottlieb Kircher, der nach Goslar verzog. Nach der Vertreibung des Herzogs litt in der napoleonischen Zeit auch das Verlagsgeschäft des als „Günstling“ verdächtigten Vieweg, und er konzentrierte sich auf die Erweiterung der Druckerei um eine Schriftgießerei und eine Spielkartenfabrik. Zudem legte er Wert auf eine hohe typografische Qualität und setzte sich damit von der Konkurrenz ab.
Bereits unter der westphälischen Herrschaft nutzte Friedrich Vieweg die neuen politischen Freiheiten und engagierte sich in der Stadtverwaltung. Trotz einiger Verdächtigungen und Anschuldigungen war er auch später kommunal tätig, unter anderem als Stadtverordneter, und sein Verlagsgeschäft entwickelte sich auch günstig. 1824 plante er eine vaterländische Wochenschrift („Braunschweigische Hauschronik“), die dann aber nicht zustande kam, und von Januar 1826 bis 1828 gab er das „Mitternachtblatt für gebildete Stände“ unter Adolf Müllner heraus, das aber wegen Meinungsverschiedenheiten in Niedmann’s Verlag in Wolfenbüttel überging.

## Tod und Nachfolge

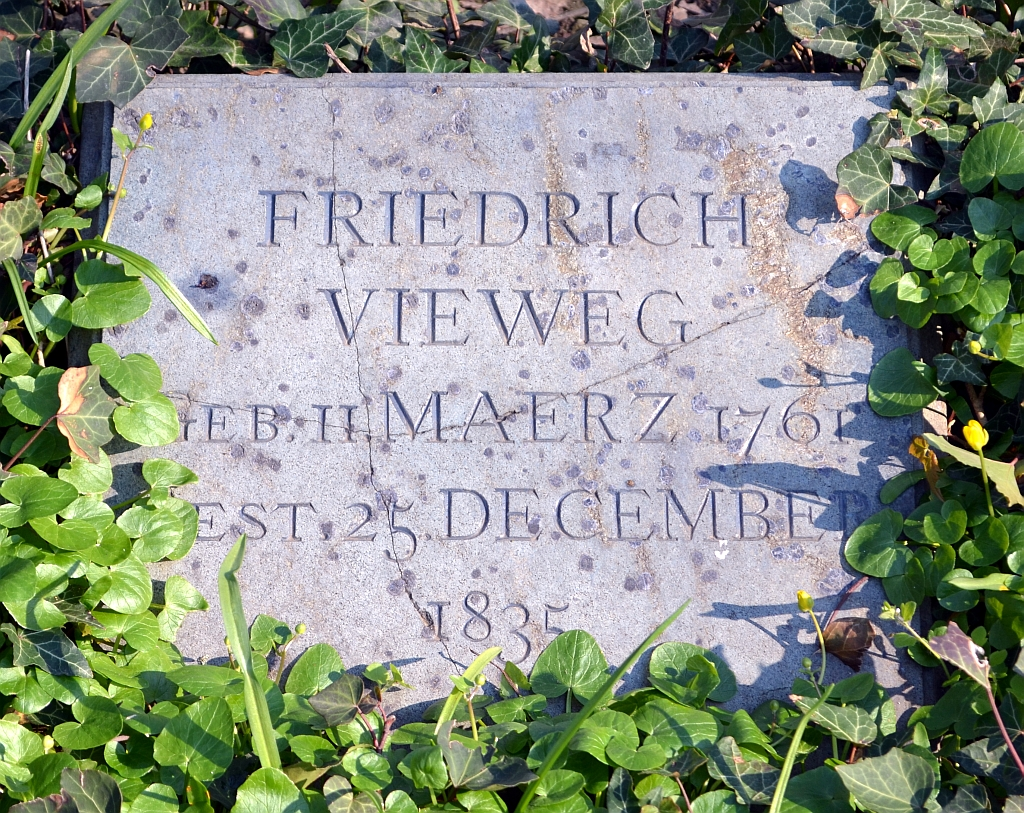
Grab auf dem Magnifriedhof.

Friedrich Vieweg starb am 25. Dezember 1835 mit 74 Jahren, seine Frau Charlotte im Jahr zuvor am 22. Juli 1834.
Die Verlagsbuchhandlung Friedrich Vieweg und Sohn ging auf den ältesten Sohn Eduard Vieweg (1797–1869) über, der bereits seit 1825 Teilhaber war.
Friedrich Vieweg junior (1808–1888) gründete 1837 in Paris eine eigene Verlagsbuchhandlung, und eine der Töchter, Blanca, heiratete den Verlagsbuchhändler George Westermann.